# John Blaha
John Elmer Blaha (San Antonio, 26 augustus 1942) is een voormalig Amerikaans ruimtevaarder. Blaha zijn eerste ruimtevlucht was STS-29 met de spaceshuttle Discovery en vond plaats op 13 maart 1989. Tijdens de missie werd er een satelliet in een baan rond de aarde gebracht.
In totaal heeft Blaha vijf ruimtevluchten op zijn naam staan, waaronder een missie naar het Russische ruimtestation Mir.